# Młodzieżowe Drużynowe Mistrzostwa Polski na Żużlu 1992
Młodzieżowe Drużynowe Mistrzostwa Polski 1992 – zawody żużlowe, mające na celu wyłonienie medalistów młodzieżowych drużynowych mistrzostw Polski w sezonie 1992. Rozegrano eliminacje w czterech grupach oraz finał.

## Finał
- Bydgoszcz, 24 września 1992
- Sędzia: Lechosław Bartnicki

| Msc |                                                                                        | Drużyna / Zawodnik                                | Biegi                 | Punkty |
| --- | -------------------------------------------------------------------------------------- | ------------------------------------------------- | --------------------- | ------ |
| 1   |                                                                                        | Apator Toruń                                      | Apator Toruń          | 42     |
| 1   | Robert Sawina Waldemar Walczak Tomasz Bajerski Sławomir Derdziński Tomasz Świątkiewicz | (3,3,1,2,3) (2,1,0) (3,2,3,3,u) (2,2,3) (2,2,2,3) | 12 3 11 7 9           |        |
| 2   |                                                                                        | Polonia Bydgoszcz                                 | Polonia Bydgoszcz     | 32     |
| 2   | Tomasz Gollob Maciej Głód Robert Bonin Tomasz Kornacki Remigiusz Prus                  | (3,3,w,3,3) (0,1,1,2,2) (t,1,1,1,2) (2,2,2,1,2)   | 12 6 5 9 ns           |        |
| 3   |                                                                                        | Sparta Aspro Wrocław                              | Sparta Aspro Wrocław  | 24     |
| 3   | Piotr Baron Krzysztof Zieliński Dariusz Hełmecki Waldemar Szuba Mirosław Sakowski      | (3,3,2,0,1) (0,2,3,1,1) (0,t,0,d,1) (2,1,0,3,1)   | 9 7 1 7 ns            |        |
| 4   |                                                                                        | Morawski Zielona Góra                             | Morawski Zielona Góra | 22     |
| 4   | Andrzej Zarzecki Piotr Protasiewicz Mariusz Szańczuk Artur Pawlak Piotr Kuźniak        | (1,3,3,1,2) (1,0,3,3,0) (1,t,d,0,0) (1,0,1,2,u)   | 10 7 1 4 ns           |        |